# Tufão Catastrófico de 1874

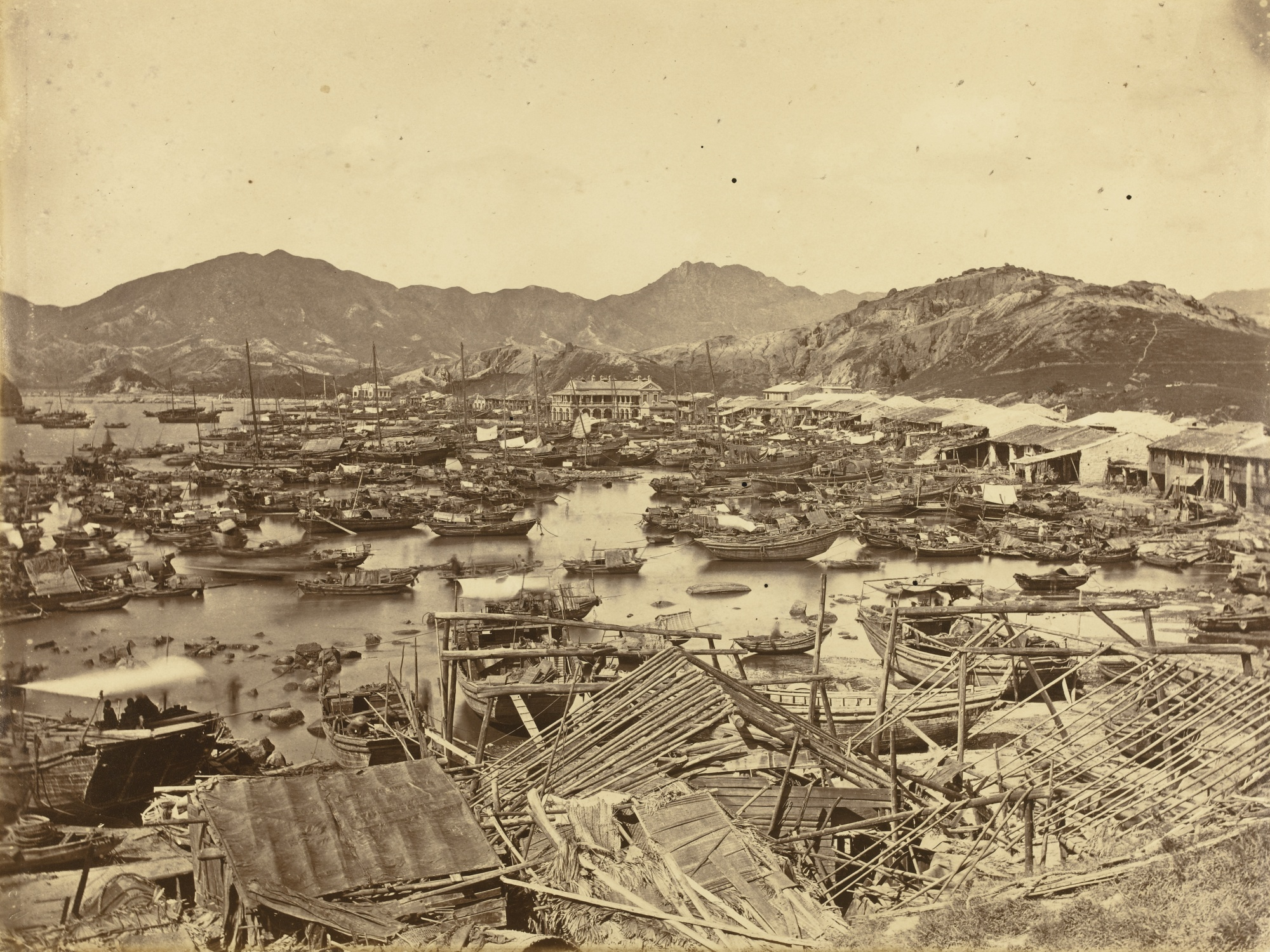
Devastação do tufão em Yau Ma Tei. Foto de Lai Afong

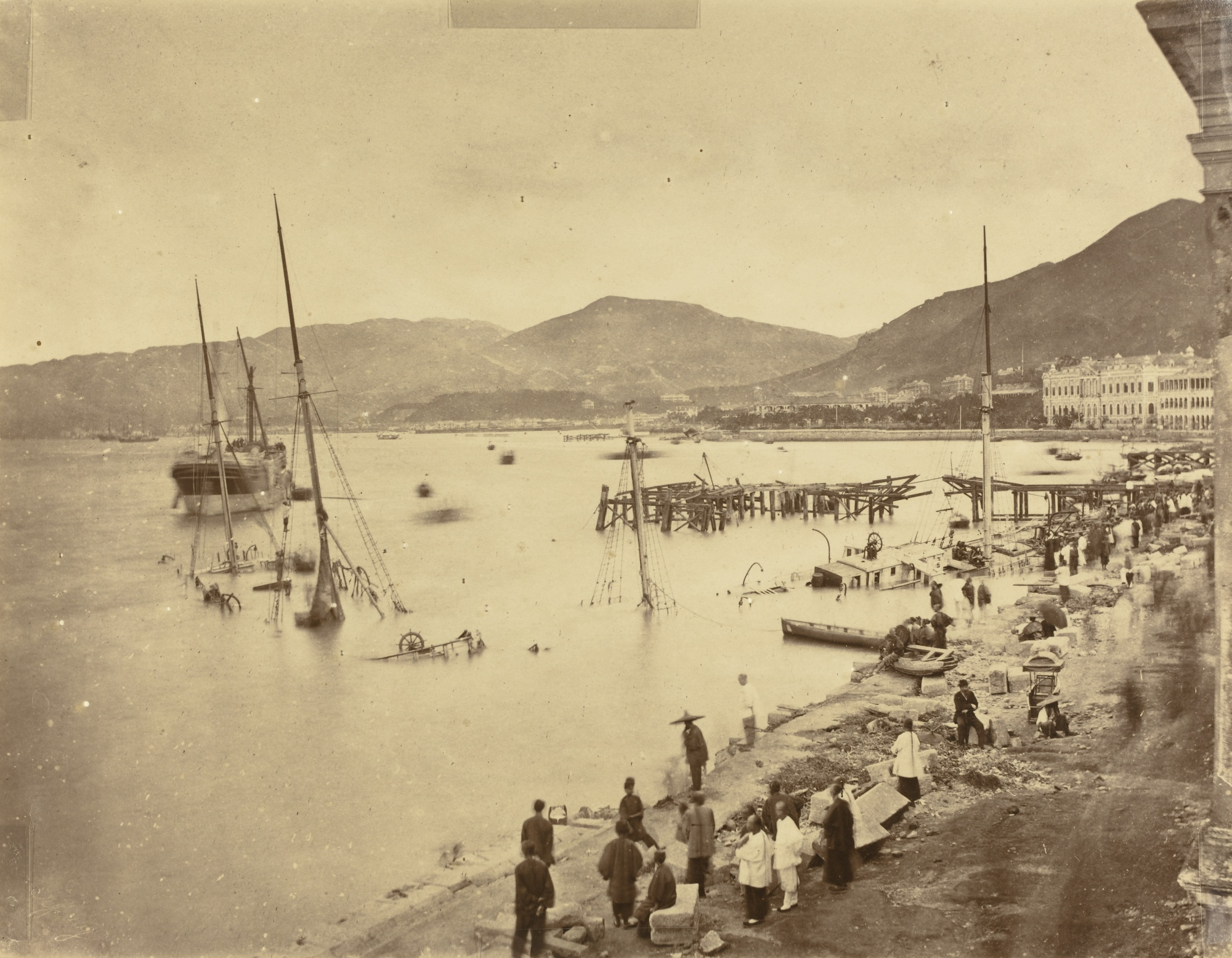
Resultado do tufão. Foto de Lai Afong

O Tufão Catastrófico de 1874 (em chinês:  甲戌風災) foi um tufão de enormes proporções que atingiu o sul da China em setembro de 1874. É tido como o pior tufão na história de Macau e o terceiro pior a atingir Hong Kong.

## Curso da tempestade
O tufão atingiu Hong Kong com "violência sem precedentes" e deixou nada menos que 2.000 pessoas feridas. No entanto, cerca de 5.000 pessoas perderam a vida em Macau, tornando o tufão a pior tempestade já registada a atingir Macau, sendo o Tufão Hato em 2017 a segunda pior.
A colônia britânica de Hong Kong passou por um período de baixa pressão, típico do olho de um tufão. A partir das 20h, os ventos sopraram e uivaram com sons ensurdecedores, ao lado dos gritos dolorosos de muitas pessoas que ficaram sem casa. O tufão aumentou de força continuamente até 2h15 da madrugada. Uma análise moderna em 2017 indicou que este grande tufão passou aproximadamente 50 a 60 km ao sul de Hong Kong em sua abordagem mais próxima, semelhante ao Hato em 2017.
Alguns aventureiros foram para Praya às 23h e se encontraram com a água até os joelhos e correram o risco de serem levados pelas ondas que atingiam a costa. Eles foram forçados a recuar por volta da 1h da madrugada, pois os ventos atingiam velocidades cada vez maiores. O East Point em Causeway Bay registrou um nível de água de mais de um metro acima de sua média. Muitas lojas, mesmo longe da orla de Praya, foram inundadas e danificadas pela água.
O tufão começou a enfraquecer depois das 3h da madrugada, mas seu impacto de duas horas feriu e matou muitos na colônia. A comunicação telegráfica foi interrompida e a comunicação com a ilha de Hong Kong foi interrompida por um tempo. A cidade havia sofrido grandes perdas, suas estradas estavam desertas e cobertas de escombros, telhados de casas estavam arruinados, janelas quebradas e paredes caídas, cabos e canos de gás explodidos e árvores arrancadas.

## Resultado
A maioria dos 37 navios no porto foi danificada e centenas de juncos de pesca e sampanas naufragaram ou quebraram, apesar de estarem sob o abrigo da baía. À época, Hong Kong não tinha seu próprio observatório meteorológico e muitas pessoas esperavam que a tempestade viesse de uma direção diferente, enquanto outros foram pegos de surpresa e naufragaram ou perderam suas casas. Alguns alertas falsos de tufão haviam sido anunciados no início do ano.
Na manhã seguinte, via-se barcos virados e cadáveres flutuando e à deriva na água com alguns corpos arrastados para a costa pelas marés altas.
A cadeia de Stonecutters Island, de dimensões consideráveis, foi deixada em ruínas e os tribunais de polícia e a Cadeia de Victoria tiveram seus telhados descobertos. O dano geral foi considerado "incalculável".
Ernst Eitel contou como muitas das casas europeias e chinesas foram arruinadas e ficaram sem telhado; grandes árvores foram desenraizadas e cadáveres foram encontrados nas ruínas e começaram a emergir na orla marítima dos navios naufragados.
Um visitante que chegou em um navio a vapor de Pequim durante o tufão relatou que a orla quase foi varrida, quase não sobrou uma sequer árvore no Jardim Botânico e muitos edifícios foram encontrados sem telhado e em ruínas. As pessoas enterravam apressadamente os mortos, pois o calor era intenso e havia grande preocupação com o surgimento de doenças contagiosas.
Após o incidente, o astrônomo brasileiro Francisco Antônio de Almeida, em seu relato de 1879, descreve um episódio de incêndio criminoso e saques em dois armazéns em que alguns estrangeiros foram assassinados, crime pelos qual os dois autores foram condenados à morte. Almeida também cita jornais ingleses da época que calcularam até oito mil vítimas do tufão, muitas delas famílias espanholas que fugiam das Guerras Carlistas e rumavam às Filipinas.

## Controvérsia
O capitão superintendente de polícia Walter Meredith Deane recebeu severas críticas por ordenar que seus homens fossem confinados em quartéis, em vez de arriscar o resgate das tripulações dos navios naufragados Leonor e Albany. Recusando os pedidos de inquérito público, o governador Sir Arthur Kennedy passou todos os documentos sobre o assunto ao secretário de Estado, Lord Carnarvon, que confirmou a decisão de Kennedy.